# Brotheas ocamoi
Espèce
Brotheas ocamoi est une espèce de scorpions de la famille des Chactidae.

## Distribution
Cette espèce est endémique d'Amazonas au Venezuela. Elle se rencontre vers Alto Orinoco.

## Description
La femelle holotype mesure 56,08 mm.

## Étymologie
Son nom d'espèce lui a été donné en référence au lieu de sa découverte, le río Ocamo.

## Publication originale
- González Sponga, 2004 : Arácnidos de Venezuela. Cinco nuevas especies de escorpiones de la Guayana-Amazonia (Chactidae: Buthidae). Memoria de la Fundacion la Salle de Ciencias Naturales, vol. 62, no 159/160, p. 265-281 (texte intégral).